# Buio per i bastardi di Pizzofalcone
Buio per i bastardi di Pizzofalcone è un romanzo giallo di genere police procedural dello scrittore italiano Maurizio De Giovanni del 2013.
Il romanzo è il secondo della serie ambientata nel commissariato di Pizzofalcone, preceduto da  I bastardi di Pizzofalcone e narra del rapimento di un bambino, di un insolito furto in un appartamento e della ricerca di un serial killer, vicende queste che si intrecciano con le storie private di tutti i componenti il commissariato, ciascuno con grossi problemi personali.
Nessuna delle storie narrate trova compimento nel libro, che rimanda alla successiva opera della serie, Gelo per i bastardi di Pizzofalcone, la soluzione di alcune delle vicende.

## Trama
(Maurizio De Giovanni, Buio per i bastardi di Pizzofalcone)
Il romanzo si svolge in un commissariato di Napoli che ha visto quattro suoi membri arrestati per traffico di droga. A seguito di questa epurazione tutto il personale è stato sostituito, ad eccezione di due persone, Giorgio Pisanelli, sostituto commissario e del vicesovrintendente, Ottavia Calabrese. Il nuovo gruppo ora è costituito da vari elementi considerati "problematici", trasferiti a Pizzofalcone per motivi disciplinari o perché ritenuti poco affidabili. Sorprendentemente, grazie al paziente lavoro del commissario Palma, impegnato a ridare credibilità al commissariato e fiducia ai suoi sottoposti, anche casi più difficili iniziano a essere risolti grazie a un efficiente lavoro di squadra.
Edoardo Cerchia, soprannominato Dodo, di dieci anni, viene rapito durante una gita scolastica in un museo. L'unica telecamera funzionante registra il bambino che si allontana volontariamente con una giovane donna di cui non si vede il volto. Dodo è figlio di divorziati, Eva Borrelli e Alberto Cerchia, quest'ultimo imprenditore al Nord Italia. il nonno del bambino è Edoardo Borrelli, ricchissimo e anziano ex imprenditore edile, in odore di frequentazioni malavitose. Contemporaneamente si verifica uno strano furto nell'appartamento della famiglia Parascandolo. La cassaforte è stata forzata mentre sono stati ignorati i gioielli e il denaro contenuto nei cassetti. Circa l'entità del bottino, i Parascandolo risultano stranamente evasivi, attirando su di loro i sospetti della polizia.
Nel frattempo la famiglia del bambino viene contattata dai rapitori che individuano subito nell'anziano Edoardo Borrelli il referente per il pagamento dell'ingente riscatto richiesto. Le indagini coordinate dal commissario Palma e svolte dall'affiatato gruppo di poliziotti, rilevano che la rapitrice è l'ex babysitter di Dodo e che il piano è stato congegnato dallo stesso Alberto Cerchia, il padre del bambino. L'uomo, affogato dai debiti, sperava di ottenere dall'ex suocero la somma di denaro necessaria per salvare le sue imprese dal fallimento. Le prove a carico di Cerchia sono ritrovate nella cassaforte dei Parascandolo: la signora Susy Parascandolo aveva finto il furto nel suo stesso appartamento con l'aiuto del giovane amante Marvin. Il piano ordito dalla donna era un tentativo di vendetta contro il marito, in realtà un usuraio, che era stata costretta a sposare per salvare il padre sopraffatto dai debiti e in pericolo di vita. La donna consegna alla polizia il bottino contenuto nella cassaforte, un gran numero di assegni postdatati intestati al marito, prova inconfutabile della sua attività di usura. Tra gli assegni ve ne sono alcuni firmati dallo stesso Alberto Cerchia, prova dello stato di difficoltà economica in cui versa l'uomo. La scoperta porterà ad un'accelerazione delle indagini e alla scoperta degli autori materiali del rapimento: l'intervento della polizia nel covo dei rapitori tuttavia non porta a nulla. La banda è riuscita a fuggire e il bambino è sparito.
Dalla trama principale del romanzo si dipanano altre storie tra cui le indagini su un misterioso serial killer che agirebbe indisturbato da almeno dieci anni sulla cui esistenza nessuno crede, ad eccezione di uno dei poliziotti del commissariato, Giorgio Pisanelli. Le storie private di tutti i componenti il commissariato, ciascuno con problemi personali, fanno da sfondo alle indagini.
Nonostante il gran numero di trame e sottotrame contenute nel romanzo, nessuna trova compimento, neanche quella principale, rimandando al successivo libro della serie la soluzione di alcune delle storie raccontate.

## Personaggi
Luigi PalmaDetto Gigi, è il capo del commissariato di Pizzofalcone. Divorziato, grazie al suo ottimo carattere mantiene coeso e efficiente il gruppo alle sue dipendenze. È innamorato segretamente della collega Ottavia Calabrese.
Giorgio PisanelliSostituto Commissario. Detto "il Presidente" per la sua somiglianza con l'allora Presidente della Repubblica Italiana, Giorgio Napolitano. Malato di tumore e vedovo della moglie Carmen, suicidatasi perché  anch'ella malata terminale di tumore. Crede che una serie di suicidi verificatasi in città ultimamente sia in realtà opera di un abile serial killer che agirebbe indisturbato da almeno dieci anni. La sua teoria è stata accolta con scetticismo dai colleghi, ma la cattura del presunto assassino è l'obiettivo che lo spinge a non arrendersi alla malattia che lo affligge.
Giuseppe LojaconoIspettore del commissariato di Pizzofalcone, detto "il Cinese" per i suoi tratti somatici che ricordano quelli di un orientale. Divorziato, ha da poco riallacciato i rapporti con la figlia sedicenne, Marinella, che da Palermo dalla casa della madre, si è trasferita nell'appartamento del padre a Napoli. Il Cinese è fortemente attratto dal magistrato Laura Piras. È stato trasferito a Pizzofalcone dalla nativa Sicilia poiché sospettato, a torto, di essere colluso con la mafia.
Francesco RomanoAssistente capo, soprannominato "Hulk" per la sua statura e i suoi frequenti e incontrollati scoppi d'ira. Separato dalla moglie, Giorgia, vittima delle violenze del marito.
Ottavia CalabreseSoprannominata "mammina" è uno dei due membri più anziani del commissariato che non sono stati rimossi nonostante l'epurazione che aveva portato all'arresto, negli anni precedenti a quelli della storia, di quattro ispettori del commissariato per spaccio di droga. Vicesovrintendente, è un'esperta informatica. È sposata con un figlio autistico ed è innamorata segretamente del commissario Palma.
Alessandra Di NardoGiovanissima agente assistente, detta "Alex" e soprannominata "la ragazzina con la pistola"  dopo aver esploso in un altro commissariato, per motivi mai chiariti, un colpo di pistola. Figlia di un autoritario generale dell'esercito in pensione, è attratta dalla collega della scientifica Rosaria Martone.
Marco AragonaAutosoprannominatosi "Serpico", poliziotto al quale vorrebbe assomigliare. Agente scelto, gode di importanti appoggi politici che gli permettono di sfoggiare con disinvoltura un carattere sopra le righe. Di famiglia agiata, vive in un albergo, il Mediterraneo. Innamorato della cameriera montenegrina, Irina, non ha il coraggio di dichiararsi, nonostante il suo carattere in altre situazioni estroverso.
Rosaria MartoneDirigente del gabinetto interregionale di polizia scientifica. Si invaghisce di Alessandra Di Nardo con la quale inizia una relazione sentimentale.
Laura PirasMagistrato, innamorata dell'ispettore Giuseppe Lojacono.
Giovanni GuidaAgente semplice nel commissariato di Pizzofalcone. Scarsamente attaccato al lavoro e alla divisa, ritrova motivazione e disciplina, galvanizzato dai successi investigativi raggiunti dai colleghi.
Edoardo "Dodo" CerchiaIl bambino di dieci anni rapito. Frequenta la quinta elementare in una scuola privata e viene sottratto al controllo delle suore durante una gita scolastica in un museo da una giovane donna.
Eva BorrelliLa madre di Dodo, figlia del ricco e anziano ex imprenditore edile, Edoardo Borrelli. Divorziata vive con il nuovo compagno Manuel.
Edoardo BorrelliIl ricco nonno di Dodo, con importanti amicizie malavitose, si prodiga per riscattare il nipote rapito. Malato e anziano, non rinuncia a comandare sui parenti e imporre le proprie decisioni, incurante dei sentimenti degli altri.
Alberto CerchiaQuarantenne, il padre di Dodo, divorziato dalla madre di questi, Eva. Imprenditore nel Nord Italia, apparentemente dalle floride finanze ma in realtà prossimo al fallimento. Ha organizzato il finto rapimento confidando nel fatto che il nonno di Dodo avrebbe pagato senza problemi il riscatto che sarebbe servito a sanare tutti i debiti.
Carmela PelusoL'anziana segretaria di Edoardo Borrelli di cui è stata anche l'amante. Trattata da sempre con distacco, medita la vendetta.
Manuel ScaranoIl nuovo compagno di Eva Borrelli, con velleità artistiche, viveva mantenuto dai soldi del padre della donna che però ha da poco smesso di pagargli i molti debiti di gioco.
Salvatore ParascandoloDetto "Tore o'bulldog", ufficialmente pensionato, in realtà strozzino. La sua casa viene razziata e il contenuto della cassaforte svuotato durante un furto organizzato dalla moglie Susy che ha intenzione di fuggire con il giovane amante.
Susy ParascandoloAttempata proprietaria di una palestra e moglie dello strozzino Tore o'bulldog. Costretta a sposare l'uomo per salvare il padre afflitto dai debiti e minacciato di morte, dopo molti anni prepara la vendetta contro il marito, prima tentando di derubarlo di un'ingente somma per fuggire con il giovane amante Marvin e poi, una volta visto fallire il piano, denunciandolo alla polizia.
Mario Vincenzo EspositoDetto Marvin, insegnante di pilates nella palestra di Susy Parascandolo della quale è l'amante. Pregiudicato per furto in appartamento, è l'autore della razzia nella casa di Susy commissionatogli dalla stessa donna.
Leonardo CalisiFrate amico di lunga data del sostituto commissario Giorgio Pisanelli, è in realtà un serial killer che uccide anziani, malati e persone con problemi di solitudine, credendo così di assolvere ad una nobile impresa.
Madlena "Lena" MiroslavaEx babysitter di Dodo, assoldata dal padre del bambino per rapirlo. Una volta fallito il piano suggerisce al complice Dragan di uccidere il piccolo e fuggire prima di essere catturati.
Dragan PetrovićComplice di Alberto Cerchia e Lena nel rapimento di Dodo. Apparentemente spietato, si rifiuta di uccidere il bambino dopo il fallimento del piano.

## Edizioni
- Maurizio De Giovanni, Buio per i bastardi di Pizzofalcone, Stile Libero Big, Einaudi, 2013,  p. 315, ISBN 978-88-06-21574-3.